# Premi Dr. Erich Salomon
El Premi Erich Salomon (Dr.-Erich-Salomon-Preis der DGPh) s'instaura en 1971 per reconèixer el treball de fotògrafs o òrgans de premsa que «practiquin un fotoperiodisme destacable». Ho concedeix de manera anual la Societat Alemanya de Fotografia i es dedica a la memòria d'Erich Salomon.

## Premiats
| - 1971: Stern - 1972: Du - 1973: Avenue - 1974: Epoca - 1975: Personenbeschreibung (sèrie de ZDF) - 1976: Die Zeit - 1977: Bild der Wissenschaft - 1978: National Geographic - 1979: Der 7. Sinn (emissions de la WDR) - 1980: GEO - 1981: Servei fotogràfic de Deutsche Presse-Agentur - 1982: World Press Photo - 1983: Lotte Jacobi; Tim Gidal - 1984: Frankfurter Allgemeine Magazin - 1985: Robert Frank - 1986: Peter Magubane - 1987: Josef Heinrich Darchinger - 1988: Sebastião Salgado - 1989: Barbara Klemm - 1990: Cristina García Rodero - 1991: Robert Lebeck | - 1992/1993: Don McCullin - 1994: Mary Ellen Mark - 1995: Gilles Peress - 1996: Regina Schmeken - 1997: Peter Hunter - 1998: René Burri - 1999: Eva Besnyö - 2000: Arno Fischer - 2001: Herlinde Koelbl - 2002: Reporters Sense Fronteres - 2003: John G. Morris - 2004: Will McBride - 2005: Horst Faas - 2006: Martin Parr - 2007: Letizia Battaglia - 2008: Anders Petersen - 2009: Sylvia Plachy - 2010: Michael von Graffenried - 2011: Heidi i Hans-Jürgen Koch - 2012: Peter Bialobrzeski - 2013: Paolo Pellegrin - 2014: Gerd Ludwig - 2015: Josef Koudelka |